# Sérifontaine
Sérifontaine est une commune française située dans le département de l'Oise, en région Hauts-de-France.

## Géographie
Sérifontaine est située à l'extrémité nord du Vexin français, la moins nette de ce pays limité à l'est par l'Oise, au sud par la Seine, à l'ouest par l'Epte qui le sépare du Vexin Normand.
Le territoire de la commune s'étend sur 2 043 hectares, entre 56 et 200 mètres d'altitude. Il est situé sur un emplacement singulier, un gué et un élargissement du cours de l'Epte, et monte sur le plateau au-dessus de l'Epte, sans atteindre toutefois le rebord du Bray.
Sérifontaine est ainsi posée sur la frontière de la Normandie. Frontière qui serpente de-ci de-là : quelques minutes en voiture en suivant la D 915 vers Gournay-en-Bray au nord ou vers Gisors au sud et l'on est en Normandie, mais on y est aussi en quelques pas vers l'ouest. Et ce n'est pas tout : quelques minutes à cheval vers Flavacourt et les Sérifontainois de jadis étaient à la limite de la forêt de Thelle, une ou deux lieues au nord, ils entraient en pays de Bray dès Talmontiers, en tout cas à Neuf-Marché. Or les habitants du Bray sont eux-mêmes assez difficiles à définir puisqu'ils ne sont ni Normands, ni Picards, ni Beauvaisins. C'est dire que les Sérifontainois n'étant pas même Brayons sont peu faciles à qualifier.
Administrativement, Sérifontaine est depuis les années soixante en Picardie. Or celle-ci, historiquement commencerait plutôt à Beauvais, et encore. Au total, Sérifontaine, qui n'a jamais eu de relation historique avec Beauvais, est bien seule et jusqu'à 2012 n'appartenait même à aucune communauté de communes (il faut toutefois noter que Sérifontaine, commune ouvrière, était d'une autre couleur politique que les communes environnantes).
| Talmontiers              | Lalande-en-Son  | Le Coudray-Saint-Germer |
| Amécourt Eure            | Sérifontaine    | Flavacourt              |
| Bazincourt-sur-Epte Eure | Éragny-sur-Epte |                         |

### Hydrographie
La commune est située dans le bassin Seine-Normandie. Elle est drainée par l'Epte et le cours d'eau 01 de la commune de Serifontaine,,.
L'Epte, d'une longueur de 113 km, prend sa source dans la commune de Compainville et se jette  dans la Seine à Notre-Dame-de-la-Mer, après avoir traversé 44 communes. 

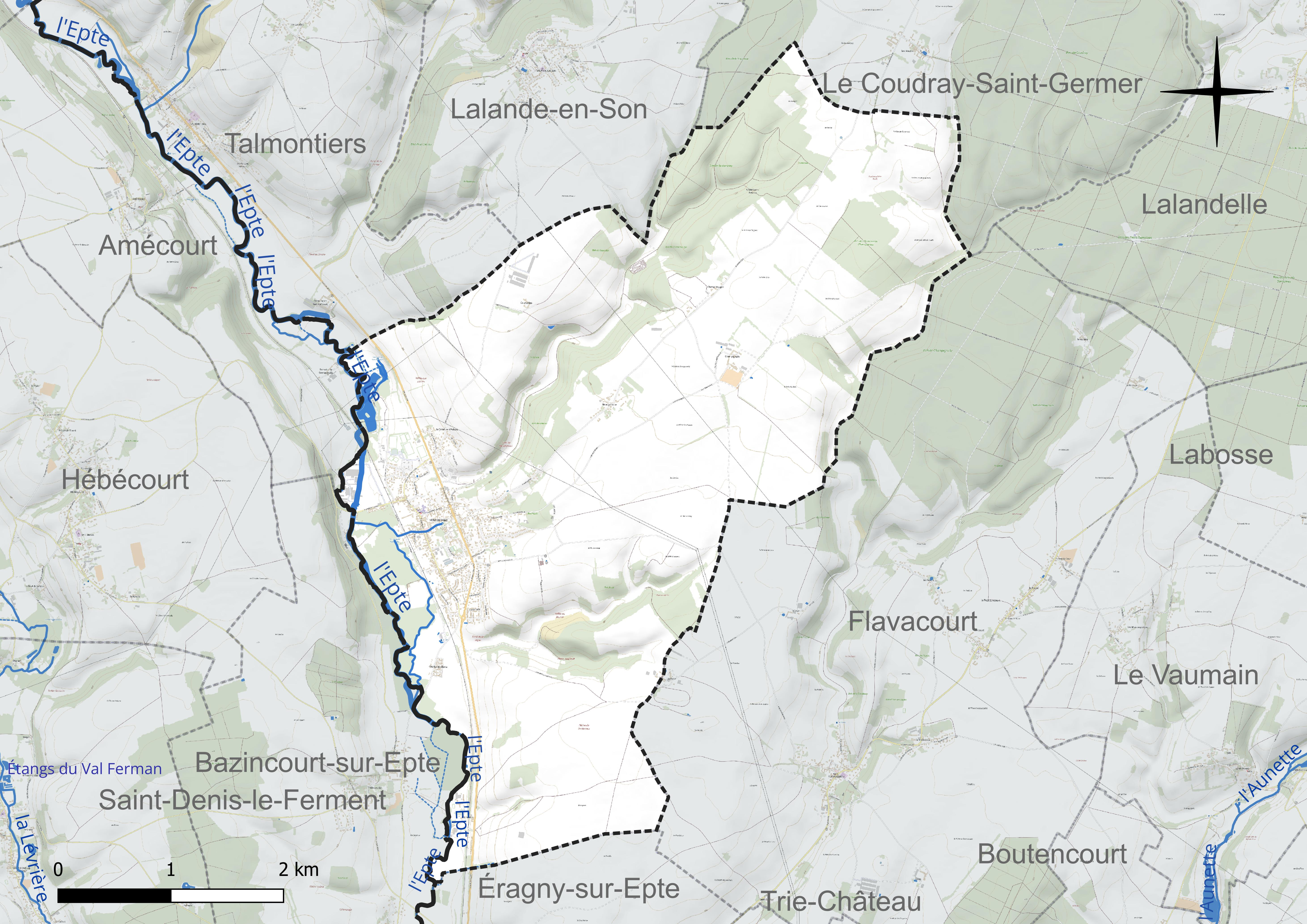
Réseau hydrographique de Sérifontaine.

Un plan d'eau complète le réseau hydrographique : le plan d'eau du Domaine de Guerguesale (4,8 ha),.

### Climat
Pour des articles plus généraux, voir Climat des Hauts-de-France et Climat de l'Oise.
En 2010, le climat de la commune est de type climat océanique dégradé des plaines du Centre et du Nord, selon une étude du CNRS s'appuyant sur une série de données couvrant la période 1971-2000. En 2020, Météo-France publie une typologie des climats de la France métropolitaine dans laquelle la commune est exposée à un climat océanique et est dans la région climatique  Sud-ouest du bassin Parisien, caractérisée par une faible pluviométrie, notamment au printemps (120 à 150 mm) et un hiver froid (3,5 °C). 
Pour la période 1971-2000, la température annuelle moyenne est de 10,5 °C, avec une amplitude thermique annuelle de 14,3 °C. Le cumul annuel moyen de précipitations est de 749 mm, avec 11,6 jours de précipitations en janvier et 8,1 jours en juillet. Pour la période 1991-2020, la température moyenne annuelle observée sur la station météorologique la plus proche, située sur la commune de Jaméricourt à 10 km à vol d'oiseau, est de 11,0 °C et le cumul annuel moyen de précipitations est de 695,7 mm,. Pour l'avenir, les paramètres climatiques de la commune estimés pour 2050 selon différents scénarios d'émission de gaz à effet de serre sont consultables sur un site dédié publié par Météo-France en novembre 2022.

## Urbanisme

### Typologie
Au 1er janvier 2024, Sérifontaine est catégorisée bourg rural, selon la nouvelle grille communale de densité à sept niveaux définie par l'Insee en 2022.
Elle appartient à l'unité urbaine de Sérifontaine, une unité urbaine monocommunale constituant une ville isolée,. Par ailleurs la commune fait partie de l'aire d'attraction de Paris, dont elle est une commune de la couronne,. 

### Occupation des sols
L'occupation des sols de la commune, telle qu'elle ressort de la base de données européenne d'occupation biophysique des sols Corine Land Cover (CLC), est marquée par l'importance des territoires agricoles (78 % en 2018), en diminution par rapport à 1990 (79,4 %). La répartition détaillée en 2018 est la suivante : 
terres arables (64,5 %), forêts (15,1 %), prairies (12,4 %), zones urbanisées (5,6 %), zones industrielles ou commerciales et réseaux de communication (1,4 %), zones agricoles hétérogènes (1,1 %). L'évolution de l'occupation des sols de la commune et de ses infrastructures peut être observée sur les différentes représentations cartographiques du territoire : la carte de Cassini (XVIIIe siècle), la carte d'état-major (1820-1866) et les cartes ou photos aériennes de l'IGN pour la période actuelle (1950 à aujourd'hui).

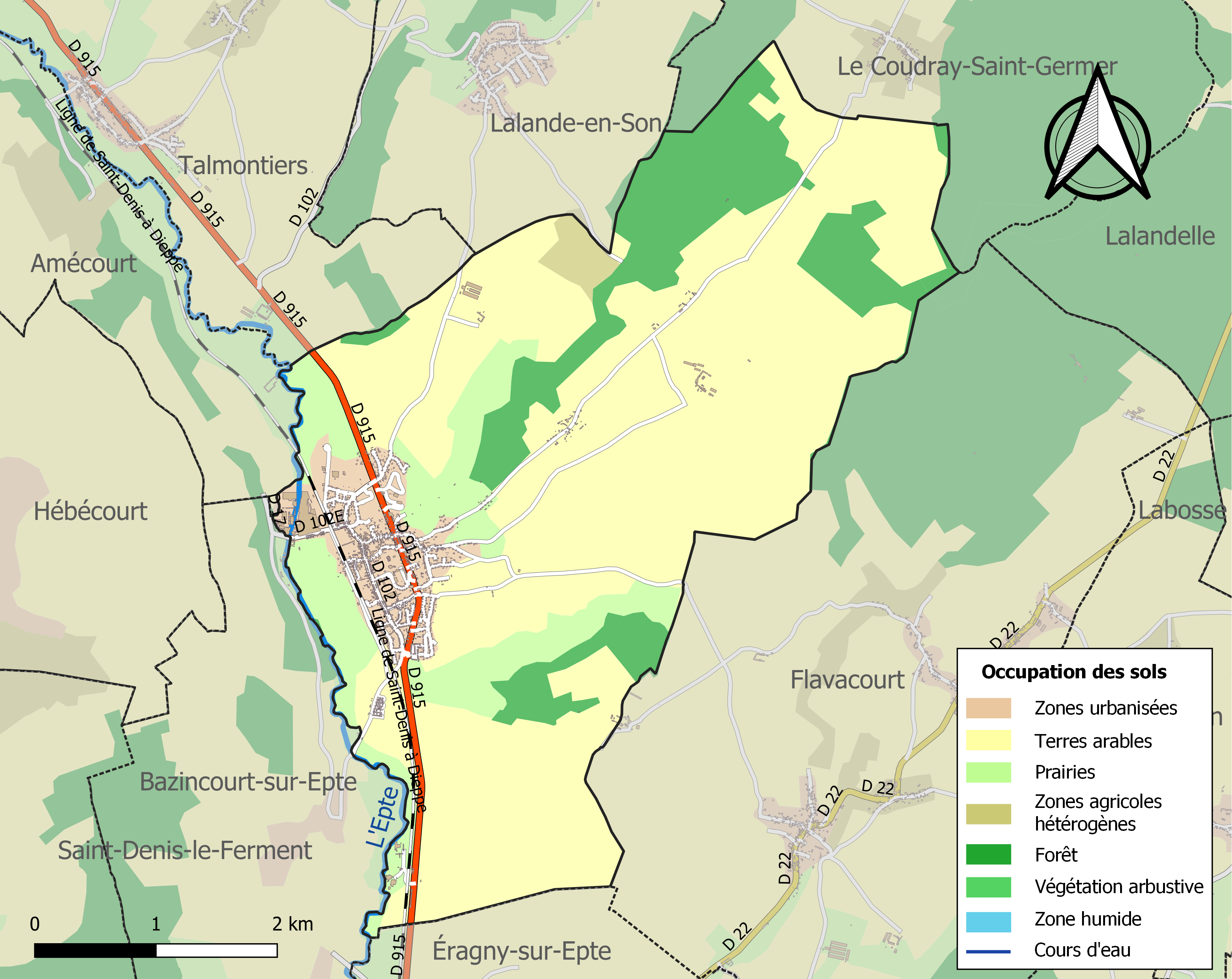
Carte des infrastructures et de l'occupation des sols de la commune en 2018 (CLC).

### Voies de communication et transports
La commune est traversée par la ligne ferroviaire de Saint-Denis à Dieppe, la gare de Sérifontaine est desservie par des TER Normandie effectuant des missions entre les gares de Gisors et de Serqueux.
La commune est desservie, en 2023, par les lignes 609, 618, 6105, 6123 et 6136 du réseau interurbain de l'Oise.

## Toponymie
Le nom de la localité est attesté sous les formes « in pago vulcasino villam quoe vocatur Siria fontana » (918) ; Seriafontana (918) ; Saraifontaine (1095) ; de Sarafontana (1097) ; Saresfons (1126) ; de bosco de Serifonte (1151) ; Serifons (1151) ; Johannes de Serenefonte (XIIe) ; in molendino de Serisfonte (vers 1163) ; Seresfontaines (vers 1167) ; de territorio de Serefontaine (1168) ; Haimericus de Serenofonte (XIIe) ; de Sereno fonte (XIIe) ; Serifontana (1200) ; Serenus fons (1236) ; apud Serenum fontem (1248) ; Siria fontana (vers 1250) ; Serainfont (1276) ; Serenifontaine (1292) ; Serenfontaine (1292) ; Johanni de seri fonte (XIIIe) ; de Serico fonte (XIIIe) ; la Serifontaine (1355) ; sire de Serie fonteinne (1358) ; Serie fontaine (1358) ; Cerie fonteinne (1358) ; Ceriefontaine (1359) ; Cirfontaine (vers 1390) ; Sirfontaine (vers 1390) ; Jehan de Serefonteine (XIVe) ; Cerifontaine (1450) ; Serifontene (1457) ; Serifotaine (1472) ; Ceriffontaines (1485) ; Seriffontaine (vers 1500) ; Seriffontaines (1540) ; Seriffonstaine (1628) ; Sery Fontaine (1650) ; Sérifontaine (1840).

## Histoire
Sérifontaine est une petite cité qui a eu un important destin industriel commencé à l'aube du XIXe siècle.
Habitée au néolithique, au moins sur le site de Champignolles, occupée par les Romains, quelque part entre Flavacourt et Droittecourt, Sérifontaine a été continuellement habitée depuis l'époque mérovingienne. Dès le XIe siècle au moins, le site est fortifié, probablement sur les deux rives (à Sérifontaine et sur la motte de Thierceville où se trouvait le premier château Saussart) quand apparaissent les premiers conflits entre le roi de France et le duc de Normandie.
Son histoire à l'époque médiévale est faite de liens multiples. La seigneurie de Sérifontaine est d'abord liée au destin de la famille des seigneurs de Boury, qui y occupent, durant tout le XIIe siècle une fortification détruite en septembre 1198 par Richard Cœur de Lion, lors du premier sac de Sérifontaine.
La seigneurie passe en 1267 par alliance chez les seigneurs de Trie, qui y construisent probablement l'ancêtre du vieux château dont on voit les restes dans le parc Jacques-Duclos. Ce sont de grands seigneurs qui vont détenir Sérifontaine jusqu'à l'occupation anglaise du XVe siècle.
Au printemps 1419, le sire de l'Isle-Adam, qui combat avec le parti bourguignon contre les Anglais, confie la capitainerie de Gisors à Lyonnel de Bournonville, assisté d'un écuyer picard, Daviot de Gouy. Encerclés par les Anglais dans Gisors, ils réussissent une sortie et gagnent avec 200 à 300 hommes le château de Sérifontaine où campait un corps de quelques centaines d'Anglais et d'Irlandais. Ils pénètrent de nuit dans Sérifontaine et y exécutent un des carnages les plus sanglants de la campagne. Mais ils y sont rattrapés par cinq cents Irlandais qui brûlent le village et démolissent le donjon principal. C'est pendant l'occupation anglaise, en 1422, que le chœur ancien de l'église de Sérifontaine brûla.
Au XVIe siècle, la seigneurie passe par alliance dans les familles de Maricourt et de Gamaches, elle est enfin achetée en 1650 par Charles III Fouilleuse de Flavacourt.
Après la Révolution, les derniers propriétaires issus de cette famille vendent leurs domaines, puis d'autres seigneurs arrivent au XIXe siècle : des chevaliers d'industrie comme Charles-Marie d'Arlincourt, général et baron d'Empire, qui développe plusieurs usines de laminage du cuivre et du zinc, et dont les descendants se lassent vite de l'industrie mais se construisent aux marges du bourg un château agrandi jusqu'à la veille de la Première Guerre mondiale et qui reprend le vieux nom de Saussart.
Suivent des entrepreneurs, mais aussi un spéculateur, Pierre-Eugène Secrétan, emporté en 1889 par une retentissante faillite dite « krach du cuivre ». L'activité renaît avec la « Compagnie française des métaux » dont les guerres vont assurer quelques décennies de prospérité.
La CFM fusionne en 1962 avec les Tréfileries du Havre pour former Tréfimétaux, dont Sérifontaine n'est que l'un des nombreux sites. Il y a une nouvelle fusion, en 1967, ou plutôt le rachat de ce groupe du cuivre par le fragile géant de l'aluminium, Péchiney, qui revendra la branche cuivre en 1987 à l'italien SMI, repris ensuite par l'allemand KME, qui fermera presque tous les sites dont celui de Sérifontaine en 2009. Il faut aussi signaler sur le hameau de Droittecourt l'installation des pianos Kriegelstein, en 1896, puis des filtres Rellumix après la Seconde Guerre mondiale.
Cette aventure industrielle ne résume pas l'histoire contemporaine de Sérifontaine, même si elle lui donne sa couleur particulière, et notamment une municipalité d'obédience communiste presque ininterrompue depuis 90 ans, par rapport aux bourgs plus ruraux et conservateurs qui l'entourent.

## Politique et administration
| Période                                  | Période      | Identité                           | Étiquette | Qualité                                                                      |
| ---------------------------------------- | ------------ | ---------------------------------- | --------- | ---------------------------------------------------------------------------- |
| Les données manquantes sont à compléter. |              |                                    |           |                                                                              |
| 18??                                     | 18??         | Charles-Marie Prévost d'Arlincourt |           | Général, officier de la Légion d'honneur, fondateur de l'usine Saint-Victor. |
| ca 1911                                  |              | Georges Kriegelstein               |           | Facteur de pianos                                                            |
| 1918                                     |              |                                    |           |                                                                              |
| Les données manquantes sont à compléter. |              |                                    |           |                                                                              |
| 1919                                     | mars 1965    | Pierre-Eugène Boyer                | PCF       | Conseiller général (1945 → 1951)                                             |
| mars 1965                                | 2003         | Bernard Leduc                      | PCF       | Employé EDF Décédé en fonction                                               |
| 2004                                     | avril 2014   | René Grousset                      | PCF       |                                                                              |
| avril 2014                               | juillet 2020 | Patrick Thibaut                    | SE        | Exploitant agricole                                                          |
| juillet 2020                             | en cours     | Pascal Auger                       |           |                                                                              |

Avant 2013, Sérifontaine n'appartenait à aucune intercommunalité et adhérait directement au Pays du Grand Beauvaisis. Dans le cadre de la loi du 16 décembre modifiée par celle du 29 février 2012, le préfet de l'Oise a soumis à la commission départementale de coopération intercommunale (CDCI) de l'Oise l'extension du périmètre de la communauté de communes du pays de Bray à la commune de Sérifontaine. Cette extension a été approuvée par la CDCI en 2013. Cependant la communauté de communes a demandé un report et met en œuvre un audit financier préalable. La population n'a pas été consultée sur le choix de la communauté de communes malgré les demandes de plusieurs Sérifontainois qui souhaitaient l'adhésion à la communauté de communes Gisors-Epte-Lévrière  ou à celle du Vexin-Thelle et le préfet a refusé le principe d'une consultation. L'adhésion est effective depuis le 1er janvier 2014. Trois semaines plus tard, le maire de Sérifontaine donnait une interview pour dire qu'il aurait préféré être rattaché à la Normandie.

## Population et société

### Démographie

#### Évolution démographique
L'évolution du nombre d'habitants est connue à travers les recensements de la population effectués dans la commune depuis 1793. Pour les communes de moins de 10 000 habitants, une enquête de recensement portant sur toute la population est réalisée tous les cinq ans, les populations de référence des années intermédiaires étant quant à elles estimées par interpolation ou extrapolation. Pour la commune, le premier recensement exhaustif entrant dans le cadre du nouveau dispositif a été réalisé en 2006.

En 2022, la commune comptait 2 798 habitants, en évolution de +1,45 % par rapport à 2016 (Oise : +0,87 %, France hors Mayotte : +2,11 %).
| 1793 | 1800 | 1806 | 1821 | 1831 | 1836  | 1841 | 1846 | 1851 |
| ---- | ---- | ---- | ---- | ---- | ----- | ---- | ---- | ---- |
| 562  | 576  | 727  | 723  | 799  | 1 001 | 923  | 861  | 840  |

| 1856 | 1861 | 1866 | 1872 | 1876  | 1881  | 1886  | 1891  | 1896  |
| ---- | ---- | ---- | ---- | ----- | ----- | ----- | ----- | ----- |
| 864  | 928  | 930  | 980  | 1 154 | 1 364 | 1 235 | 1 252 | 1 353 |

| 1901  | 1906  | 1911  | 1921  | 1926  | 1931  | 1936  | 1946  | 1954  |
| ----- | ----- | ----- | ----- | ----- | ----- | ----- | ----- | ----- |
| 1 455 | 1 494 | 1 473 | 1 545 | 1 986 | 1 785 | 1 506 | 1 411 | 1 734 |

| 1962  | 1968  | 1975  | 1982  | 1990  | 1999  | 2006  | 2011  | 2016  |
| ----- | ----- | ----- | ----- | ----- | ----- | ----- | ----- | ----- |
| 2 028 | 2 209 | 2 340 | 2 358 | 2 477 | 2 632 | 2 553 | 2 844 | 2 758 |

| 2021  | 2022  | - | - | - | - | - | - | - |
| ----- | ----- | - | - | - | - | - | - | - |
| 2 778 | 2 798 | - | - | - | - | - | - | - |

#### Pyramide des âges
La population de la commune est relativement jeune.
En 2018, le taux de personnes d'un âge inférieur à 30 ans s'élève à 34,8 %, soit en dessous de la moyenne départementale (37,3 %). À l'inverse, le taux de personnes d'âge supérieur à 60 ans est de 22,9 % la même année, alors qu'il est de 22,8 % au niveau départemental.
En 2018, la commune comptait 1 316 hommes pour 1 426 femmes, soit un taux de 52,01 % de femmes, légèrement supérieur au taux départemental (51,11 %).
Les pyramides des âges de la commune et du département s'établissent comme suit.
| Hommes | Classe d’âge | Femmes |
| ------ | ------------ | ------ |
| 0,6    | 90 ou +      | 0,7    |
| 6,4    | 75-89 ans    | 8,9    |
| 13,5   | 60-74 ans    | 15,6   |
| 21,8   | 45-59 ans    | 22,9   |
| 21,5   | 30-44 ans    | 18,6   |
| 15,1   | 15-29 ans    | 14,8   |
| 21,3   | 0-14 ans     | 18,6   |

| Hommes | Classe d’âge | Femmes |
| ------ | ------------ | ------ |
| 0,5    | 90 ou +      | 1,4    |
| 5,5    | 75-89 ans    | 7,6    |
| 15,6   | 60-74 ans    | 16,3   |
| 20,8   | 45-59 ans    | 20     |
| 19,4   | 30-44 ans    | 19,4   |
| 17,6   | 15-29 ans    | 16,2   |
| 20,6   | 0-14 ans     | 19,1   |

## Culture locale et patrimoine

### Lieux et monuments

#### Monument historique
Sérifontaine compte un monument historique sur son territoire :
- l'église Saint-Denis, classée monument historique par arrêté du 24 mai 1928[38], édifiée entre le XIIe et le XVIe siècle.

#### Autres éléments du patrimoine
- Un menhir « la Borne du Bois Madame » et divers mégalithes.
- Le vieux château (considéré par certaines sources comme datant du XIIIe siècle, il est plus probablement remanié au XVIIe siècle, et largement détruit après 1860, la partie restante n'en représentant pas plus de 15 %).
- La ferme de Champignolles, avec sa petite « chapelle ».
- Un musée municipal de la voiture miniature (environ 7000 modèles de diverses marques comme Dinky Toys, Majorette (entreprise), Norev, etc.) ouvre début 2019 dans l'ancienne maison du directeur de l'usine Tréfimétaux, dans le quartier Saint-Victor[39].
- L'usine construite à partir de 1830 par le général d'Arlincourt (voir notamment les restes d'un bâtiment d'origine à fenêtres ogivales) et agrandie jusque dans les années 1990.
- Le château du Saussart (stricto sensu situé sur la commune de Bazincourt-sur-Epte) juste à la sortie du bourg, face à l'usine : il a été construit à la fin du XIXe siècle principalement dans le style Louis XIII, par le petit-fils du général d'Arlincourt, Jacques Guyot d'Arlincourt. Sa « tour du XVe » est en réalité une copie de celle de Maintenon. Son jardin d'agrément[40] comporte une ferme plus ancienne et des bâtiments d'un laminoir.

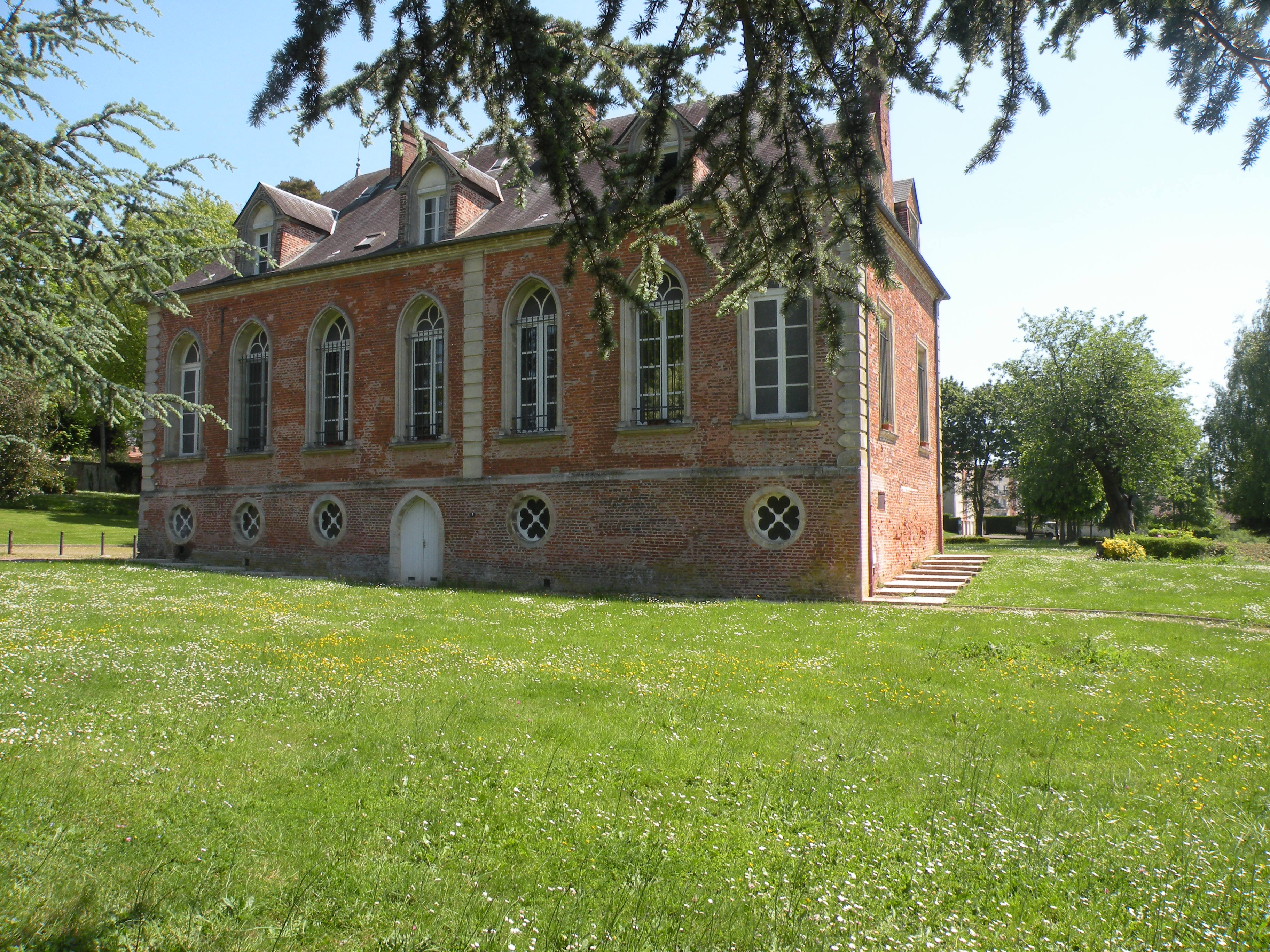
L'ancien château.
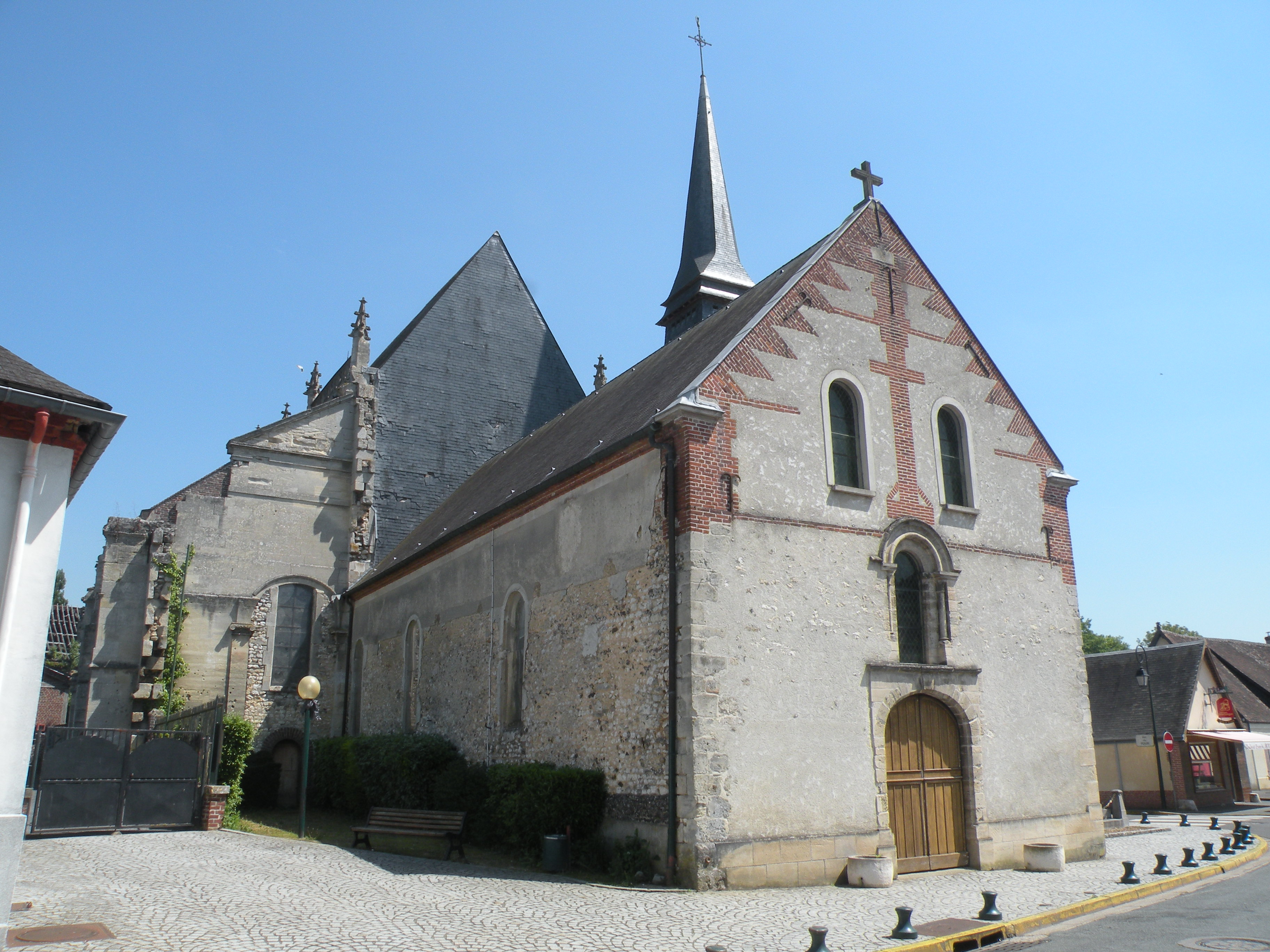
L'église Saint-Denis.

### Personnalités liées à la commune
- Renaud de Trie premier fils issu du premier mariage, seigneur de Saulmont et de Sérifontaine, chambellan du roi, grand-maitre des arbalétriers qui fut nommé amiral de France en 1397. En 1405, atteint de maladie, il cède son office d'amiral à Cliquot de Brabant moyennant 15 000 écus d'or. Marié à Jeanne de Bellongnes, il meurt en 1406 sans enfant. Son épouse se remarie avec Jean V Malet de Graville.
- Hortense-Félicité de Mailly-Nesle (1715-1799), dernière marquise de Flavacourt; dite « la Poule », elle fut la seule des cinq sœurs de Nesle à se refuser aux avances du roi Louis XV le Bien-Aimé.

## Héraldique
| Blason de Sérifontaine | Blason  | D'or à la bande d'azur papelonnée d'or entre-semé de trèfles renversés du même, accompagnée de deux merlettes de sable. |
| Blason de Sérifontaine | Détails | Le statut officiel du blason reste à déterminer.                                                                        |